# Zorotypus cramptoni
Zorotypus cramptoni — вид комах ряду зораптери (Zoraptera). Вид був описаний у 1978 році. Вид мешкає у дощових лісах Гватемали. Довжина тіла 2-3 мм. Покриви слабко пігментовані. Ротовий апарат гризучий. Вусики 9-сегментні. Дуже вологолюбні. Живуть в лісовій підстилці, гнилій деревині та під корою. Зустрічаються скупченнями від 15 до 120 особин, але без ознак соціальності. Живляться переважно гіфами та спорами грибів, а також мертвою органікою або хижаки (полюють на нематод, кліщів та інших дрібних безхребетних)

## Ресурси Інтернету
- Zorotypus cramptoni на сайті polyneoptera.